# Теория рынка лояльности
Теория рынка лояльности (англ. Market for loyalties theory) — теория воздействия средств массовой коммуникации, основанная на неоклассической экономической теории. Теория объясняет, почему правительство и власть монополизируют радио, спутниковое телевидение, интернет и другие СМИ при помощи цензуры, технологий и других контрольных механизмов. Она также используется, чтобы спрогнозировать возможные последствия преобладания монополии или олигополии.

## История и сущность теории
Теория была изначально разработана в 1995 году Монро Прайсом , профессором права юридического факультета им. Б.Кардозо Йешивского университета и профессором теории коммуникаций Анненбергской школы при Пенсильванском университете.
Рынок лояльности —  это рынок, на котором крупномасштабные конкуренты за власть в борьбе за преданность используют регулирование СМИ для организации картеля между собой; регулятивные соглашения отражают конкуренцию не только за товары, но и за умы и души.
| Понятие в экономике | Рынок лояльности            |
| ------------------- | --------------------------- |
| Продавцы            | Государства и правительства |
| Покупатели          | Граждане, члены общества    |
| Цена/валюта         | Лояльность                  |
| Продукт             | Идентичность                |

Под "продавцами" Прайс подразумевает государства или правительства, а также группы интересов и коммерческие предприятия, для которых "мифы, мечты и история могут быть конвертированы во власть и богатство". "Покупатели", средства обращения и их взаимосвязь описываются следующим образом:
"Покупателями" являются граждане, субъекты, подданные государств, потребители (личности или их суррогаты) — получатели пакетов информации, пропаганды, рекламы, сериалов, новостей, предлагаемых СМИ. Потребитель платит за тот или иной набор идентичностей несколькими способами, совокупность которых называется "лояльностью" или "гражданством". Но цена выражается не в обычной монете государства. Чаще всего плата за лояльность включает принятие на себя экономического бремени государства, выполнение законов и готовность сражаться в вооруженных силах. 
Наконец, "идентичность" составляют предвыборная программа, идеология, национальные идеалы и стремления. Она может быть такой же эфемерной, как надежда на светлое будущее, или же определённой, как желание обрести национальную родину. Идентичность представляет ценность для "покупателей", потому что она одновременно включает в себя наследие прошлого и перспективу лучшего будущего (будь то увеличение доходов, повышение качества жизни или образования).
Основной идеей теории является то, что государство и власть делают все, чтобы сохранить свой контроль над рынком. Теория применялась в отношении рынков, которые продают идентичность через разные виды СМИ — радио, спутниковое телевидение и интернет.

## Рынок лояльности и монополии
Неминуемым следствием утраты контроля над информационным потоком со стороны монополии или олигополии является дестабилизация. Теория рынка лояльности предсказывает последствия потери контроля через понятие эластичности.

Чем менее эластичным будет рынок до потери контроля монополии или олигополии при прочих равных условиях, тем больше будет проявляться дестабилизация этого контроля.
Четыре фактора влияют на эластичность: количество субститутов (или "идентичностей") на рынке и их качественная близость к товарам; поведение маргинальных потребителей; осложнения, связанные с оптовой и розничной торговлей; а также временные, информационные и трансакционные издержки, которые возникают в связи с необходимостью потребителя узнать и выбрать наиболее выгодный из конкурирующих товаров.
Ссылка на графическое изображение неэластичности (англ).
Субститутами являются два товара, рост цены на один из которых вызывает увеличение потребления другого. В 1926 году итальянский экономист Марко Фанно доказал, что эластичность и, что более важно, стабильность увеличиваются при наличии дополнительных субститутов. В случае с рынком лояльности чем больше существует субститутов для "идентичности", а следовательно, и чем больше конкуренция между "идентичностями" при олигополии, тем эластичнее будет кривая спроса и потеря контроля над информационной средой со стороны монополии или олигополии будет менее дестабилизирующей. Более того, по мере того как информационные сообщения, конкурирующие на рынке лояльности, достигают бесконечного значения, присутствие любой новой "идентичности" будет иметь бесконечно малый эффект. Таким образом, когда понятие эластичности применяется в отношении теории рынка лояльности, оно представляет собой аргумент в пользу наибольшей свободы слова.
Для полного понимания экономической основы потери монополистического контроля над рынком необходимо обратить внимание на другие факторы эластичности помимо товаров-субститутов. Например, дополнительные потребители "идентичностей", которые оставались в стороны во время предшествующих периодов олигополии. Так, в Ираке во время правления Саддама Хусейна шииты не могли в полной мере принимать участие в общественной жизни. После падения режима присутствие шиитов увеличило спрос на рынке лояльности.
Другим важным фактором, который влияет на эластичность на рынке лояльности и на стабильность после потери монопольного контроля, является оптовая и розничная торговли. В Ираке межплеменная вражда, вследствие которой лояльность могла быть продана "оптом", ограничивала личный выбор принадлежностью к определённому племени. У них попросту не было возможности выбрать того, кого они хотели бы. Конечным результатом было увеличение неэластичности кривой спроса и, соответственно, нестабильности после того, как режим Саддама Хусейна (основного цензора информации на рынке) пал, а рынок лояльности стал более открытым.
Высокие трансакционные издержки — издержки, связанные со сменой лояльности — тоже могут спровоцировать резкое изменение кривой спроса и нестабильность в результате монопольного контроля. Издержки из-за смены "идентичности" и лояльности по отношению к различным племенам, политическим организациям и религиям могут быть достаточно высокими и вылиться в потерю семьи, друзей, социального статуса или даже спровоцировать преследование. В обществах, характеризуемых нетерпимостью, высокие трансакционные издержки также способствуют неэластичности кривой спроса и нестабильности в процессе открытия рынка лояльности, прежде ограниченного рамками монополии или олигополии. 

## Вывод
Теория рынка лояльности указывает на целесообразность и преимущества свободы слова и информационного потока. Но она также выявляет факторы, усугубляющие нестабильность вследствие потери контроля над информационной средой (над рынком лояльности) со стороны монополии или олигополии. Факторы, которые относятся к экономической эластичности —  наличие субститутов "идентичностей", маргинальные потребители, оптовая и розничная торговля и трансакционные издержки — все это может повлечь значительную дестабилизацию после внезапной утраты монопольного или олигопольного контроля над информацией.